# Bible de Jefferson

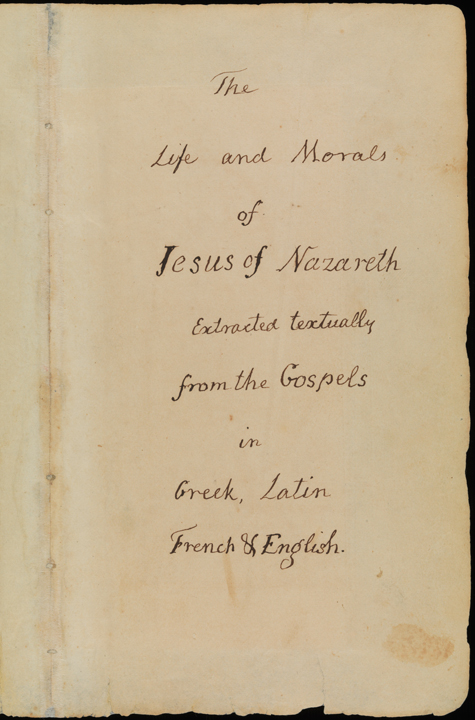
La page de titre de la Bible de Jefferson écrite de sa main.

La Bible de Jefferson est une version du Nouveau Testament réalisée par Thomas Jefferson vers la fin de sa vie par découpage et collage de fragments des évangiles. Comme le laisse entendre son véritable titre, The Life and Morals of Jesus of Nazareth, sa version se concentre sur les enseignements de Jésus et écarte la plupart des événements surnaturels relatés par les évangélistes, notamment les passages concernant la résurrection de Jésus ou sa nature divine.

## Description

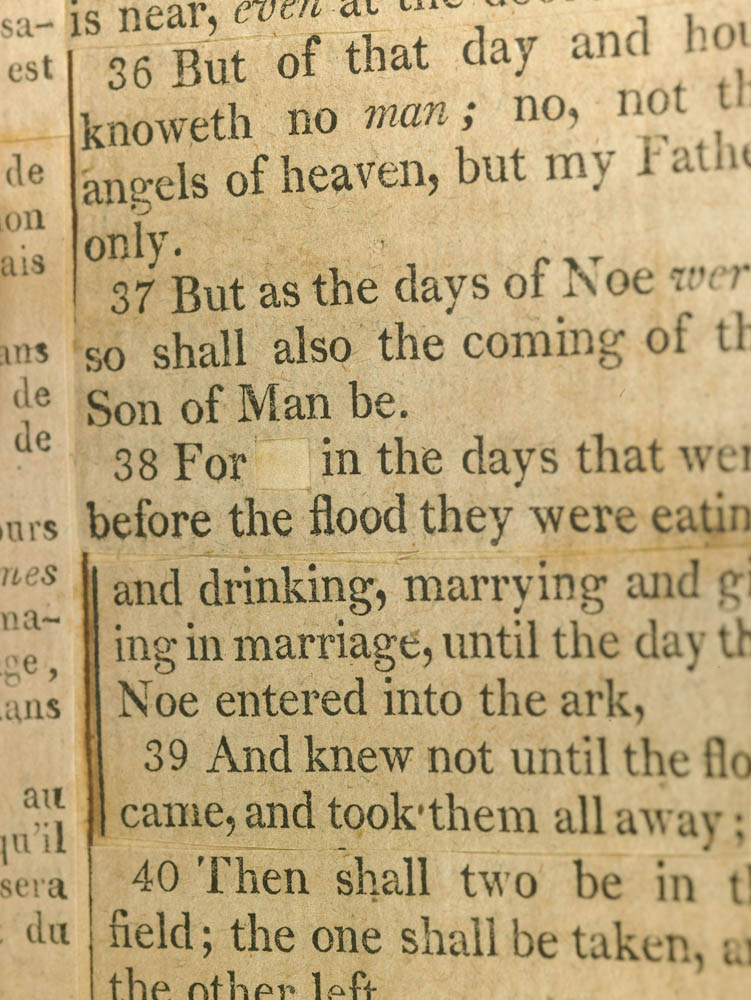
Jefferson a découpé le mot « as » afin d'éviter une succession de trois prépositions.

La Bible de Jefferson est un livre à reliure de maroquin rouge, de dimensions 21,2 × 13,2 × 3,4 cm. Elle comprend 84 pages qui présentent les fragments du texte biblique découpés au rasoir et collés par Jefferson, alors âgé de 77 ans. Leur contenu est divisé en quatre colonnes, chacune correspondant à une langue : grec, latin, français et anglais. Jefferson a également apporté des annotations et corrections à l'encre métallo-gallique.
Jefferson utilise les quatre évangiles (Matthieu, Marc, Luc et Jean), en versions grecque, latine, française et anglaise, pour obtenir un récit unique, qui suit l'ordre chronologique de la vie de Jésus. Il débute par le deuxième chapitre de Luc, écartant toute référence à l'Annonciation, et s'achève avec le dix-neuvième chapitre de Jean et la mise au tombeau, omettant ainsi la résurrection de Jésus. De nombreux passages sont écartés, comme la généalogie de Jésus, la tentation dans le désert ou les différents miracles accomplis par Jésus. Comme le résume Edwin Scott Gaustad (en), « lorsqu'une leçon morale était encadrée par un miracle, les écritures jeffersoniennes reprenaient la leçon, mais pas le miracle. »

## Publication
De son vivant, Jefferson ne révèle l'existence de cet ouvrage qu'à quelques amis proches.
En 1895, le bibliothécaire du Smithsonian Museum, Cyrus Adler, achète le livre pour 400 dollars (14 650 dollars de 2023) à l'arrière-petite-fille de Jefferson, Carolina Randolph. Il est exposé pour la première fois la même année, en tant que « Bible de Jefferson » (The Jefferson Bible), surnom qui lui est resté.
En 1904, le Bureau d'impression du gouvernement des États-Unis produit 9 000 reproductions de cette Bible, qui sont distribuées aux nouveaux membres du Congrès jusqu'à leur épuisement, dans les années 1950. La première édition fac-similé en couleurs de la Bible de Jefferson est éditée par le Smithsonian le 1er novembre 2011.